# Porto Rico nos Jogos Olímpicos de Verão da Juventude de 2010
Porto Rico participou dos Jogos Olímpicos de Verão da Juventude de 2010 em Cingapura. Sua delegação foi composta de 15 atletas que competiram em nove esportes. O boxeador Emmanuel Rodríguez conquistou a única medalha para Porto Rico nestes Jogos.

## Medalhistas
| Medalha | Nome               | Esporte | Evento                 | Data         |
| ------- | ------------------ | ------- | ---------------------- | ------------ |
| Ouro    | Emmanuel Rodríguez | Boxe    | Peso mosca (até 51 kg) | 25 de agosto |

## Atletismo
| Evento                       | Atleta         | Qualificação | Qualificação | Final     | Final        |
| Evento                       | Atleta         | Resultado    | Posição      | Resultado | Posição      |
| ---------------------------- | -------------- | ------------ | ------------ | --------- | ------------ |
| Arremesso de disco feminino  | Ashley Arroyo  | 38,55        | 13º          | 39,07     | 4º (Final B) |
| Lançamento de dardo feminino | Daliadiz Ortiz | 45,26        | 8º           | 49,10     | 6º (Final A) |
| 100 m com barreiras feminino | Nat Isaac      | 14.25        | 11º (4º q2)  | 14.08     | 3º (Final B) |

## Basquetebol
Masculino:
| Elenco                                                   | Preliminares                                                                      | Preliminares | Classificação 9-16 | Classificação 9-12  | Disputa pelo 9º lugar | Pos. final |
| Elenco                                                   | Grupo A                                                                           | Pos.         | Classificação 9-16 | Classificação 9-12  | Disputa pelo 9º lugar | Pos. final |
| -------------------------------------------------------- | --------------------------------------------------------------------------------- | ------------ | ------------------ | ------------------- | --------------------- | ---------- |
| Abdiel Badillo Ángel Torres Kristian Medina Onix Collazo | IND Índia V 33-15 GRE Grécia D 21-23 NZL Nova Zelândia D 26-30 SRB Sérvia D 30-31 | 4º           | EGY Egito V 29-16  | TUR Turquia V 30-28 | PHI Filipinas D 23-34 | 10º        |

## Boxe
| Evento                 | Atleta             | Preliminares              | Semifinais                 | Final                      | Pos. final      |
| ---------------------- | ------------------ | ------------------------- | -------------------------- | -------------------------- | --------------- |
| Peso mosca (até 51 kg) | Emmanuel Rodríguez | RUS Vasiliy Vetkin V 11-4 | EGY Hesham Abdelaal V 10-1 | NRU Dj Maaki V RSC R3 1:34 | Medalha de ouro |

## Ginástica artística
| Atleta          | Evento                     | Qualificação | Qualificação | Final por aparelhos | Final por aparelhos | Final individual geral | Final individual geral | Final individual geral | Final individual geral | Final individual geral | Final individual geral | Final individual geral | Final individual geral |
| Atleta          | Evento                     | Result.      | Pos.         | Result.             | Pos.                | Solo                   | Salto                  | Cavalo com alças       | Argolas                | Barras paralelas       | Barra fixa             | Total                  | Pos.                   |
| --------------- | -------------------------- | ------------ | ------------ | ------------------- | ------------------- | ---------------------- | ---------------------- | ---------------------- | ---------------------- | ---------------------- | ---------------------- | ---------------------- | ---------------------- |
| Ismael Sanabria | Solo masculino             | 13.750       | 18º          | Não avançou         | Não avançou         |                        |                        |                        |                        |                        |                        |                        |                        |
| Ismael Sanabria | Cavalo com alças masculino | 8.650        | 41º          | Não avançou         | Não avançou         |                        |                        |                        |                        |                        |                        |                        |                        |
| Ismael Sanabria | Argolas masculino          | 12.150       | 34º          | Não avançou         | Não avançou         |                        |                        |                        |                        |                        |                        |                        |                        |
| Ismael Sanabria | Salto masculino            | 15.200       | 18º          | Não avançou         | Não avançou         |                        |                        |                        |                        |                        |                        |                        |                        |
| Ismael Sanabria | Barras paralelas masculino | 11.050       | 39º          | Não avançou         | Não avançou         |                        |                        |                        |                        |                        |                        |                        |                        |
| Ismael Sanabria | Barra fixa masculino       | 13.000       | 25º          | Não avançou         | Não avançou         |                        |                        |                        |                        |                        |                        |                        |                        |
| Ismael Sanabria | Individual geral masculino | 73.800       | 38º          |                     |                     | Não avançou            | Não avançou            | Não avançou            | Não avançou            | Não avançou            | Não avançou            | Não avançou            | Não avançou            |

## Natação
| Evento                   | Atleta                          | Qualificação | Qualificação | Semifinais  | Semifinais  | Final       | Final       |
| Evento                   | Atleta                          | Resultado    | Posição      | Resultado   | Posição     | Resultado   | Posição     |
| ------------------------ | ------------------------------- | ------------ | ------------ | ----------- | ----------- | ----------- | ----------- |
| 100 m peito masculino    | Emmanuel Antonio Ramirez Aponte | 1:07.47      | 23º (2º q1)  | Não avançou | Não avançou | Não avançou | Não avançou |
| 200 m peito masculino    | Emmanuel Antonio Ramirez Aponte | 2:29.91      | 18º (6º q2)  |             |             | Não avançou | Não avançou |
| 100 m borboleta feminino | So Lizar                        | 1:03.90      | 22º (3º q1)  | Não avançou | Não avançou | Não avançou | Não avançou |
| 200 m borboleta feminino | So Lizar                        | 2:21.25      | 19º (7º q1)  |             |             | Não avançou | Não avançou |

## Tênis
| Evento           | Atleta                             | 1ª rodada                          | Torneio de consolação                    | Torneio de consolação | Torneio de consolação | Torneio de consolação | Pos. final |
| Evento           | Atleta                             | 1ª rodada                          | 1ª rodada                                | Quartas-de-final      | Semifinais            | Final                 | Pos. final |
| Evento           | Atleta                             | Oponente Resultado                 | Oponente Resultado                       | Oponente Resultado    | Oponente Resultado    | Oponente Resultado    | Pos. final |
| ---------------- | ---------------------------------- | ---------------------------------- | ---------------------------------------- | --------------------- | --------------------- | --------------------- | ---------- |
| Simples feminino | Mónica Puig (cabeça-de-chave nº 2) | CHN Zheng Saisai D 0-2 (2-6 e 4-6) | VEN Andrea Gamiz D 1-2 (6-3, 3-6 e 9-11) | Não avançou           | Não avançou           | Não avançou           | --         |

| Evento           | Atleta                         | 1ª rodada                                                  | Quartas-de-final   | Semifinais         | Final              | Pos. final |
| Evento           | Atleta                         | Oponente Resultado                                         | Oponente Resultado | Oponente Resultado | Oponente Resultado | Pos. final |
| ---------------- | ------------------------------ | ---------------------------------------------------------- | ------------------ | ------------------ | ------------------ | ---------- |
| Duplas femininas | Mónica Puig e SIN Stefanie Tan | RUS Daria Gavrilova/ RUS Yulia Putintseva D 0-2 (4-6, 5-7) | Não avançaram      | Não avançaram      | Não avançaram      | --         |

## Tênis de mesa
| Evento           | Atleta          | Preliminares | Preliminares | Preliminares | 2ª fase consolação | 2ª fase consolação | 2ª fase consolação | Pos. final |
| Evento           | Atleta          | Grupo        | Confrontos | Pos.         | Grupo              | Confrontos | Pos.               | Pos. final |
| ---------------- | --------------- | ------------ | --- | ------------ | ------------------ | --- | ------------------ | ---------- |
| Simples feminino | Carelyn Cordero | H            | USA Ariel Hsing D 0-3 (8-11, 9-11, 6-11) SRI Nuwani Vithanage V 3-2 (8-11, 11-8, 11-4, 8-11, 11-9) HKG Ka Yee Ng D 1-3 (9-11, 11-8, 7-11, 10-12) | 3º           | HH                 | SMR Letizia Giardi V 3-0 (11-7, 11-4, 11-9) GBR Alice Loveridge D 1-3 (11-8, 9-11, 7-11, 13-15) ALG Islem Laid D 2-3 (7-11, 11-5, 11-9, 8-11, 9-11) | 2º                 | --         |

| Evento         | Atleta                                                      | 1ª fase | 1ª fase | 1ª fase | Torneio de consolação | Torneio de consolação          | Pos. final |
| Evento         | Atleta                                                      | Grupo   | Confrontos | Pos.    | 1ª rodada             | 2ª rodada                      | Pos. final |
| -------------- | ----------------------------------------------------------- | ------- | --- | ------- | --------------------- | ------------------------------ | ---------- |
| Equipes mistas | Carelyn Cordero e ARG Pablo Saragovi (Equipe Pan-América 2) | C       | TPE Taipé Chinês D 0-3 (0-3, 0-3, 0-3) NZL Nova Zelândia V 3-0 (3-0, 3-1, 3-1) CRO Croácia D 0-3 (0-3, 1-3, 0-3) | 3º      | Sem oponente          | Europa 3 D 1-2 (3-2, 2-3, 1-3) | 21º        |

## Triatlo
| Evento              | Triatleta                                                               | Natação | Transição 1 | Ciclismo      | Transição 2   | Corrida       | Tempo total   | Pos. |
| ------------------- | ----------------------------------------------------------------------- | ------- | ----------- | ------------- | ------------- | ------------- | ------------- | ---- |
| Individual feminino | Cristina Luizzet Betancourt de León                                     | 10:15   | 0:37        | Não completou | Não completou | Não completou | Não completou | --   |
| Revezamento         | Cristina Luizzet Betancourt de León (como integrante da equipe Mundo 2) |         |             |               |               |               | 1:27:34.96    | 12º  |

## Vela
| Evento               | Atleta                  | Regata | Regata | Regata | Regata | Regata | Regata | Regata | Regata | Regata | Regata | Regata | Total | Posição |
| Evento               | Atleta                  | 1      | 2      | 3      | 4      | 5      | 6      | 7      | 8      | 9      | 10     | M      | Total | Posição |
| -------------------- | ----------------------- | ------ | ------ | ------ | ------ | ------ | ------ | ------ | ------ | ------ | ------ | ------ | ----- | ------- |
| Techno 293 masculino | Alejandro Luis Martinez | 11     | 13     | 9      | 14     | 10     | 9      | OCS    | 13     | 5      | 5      | 7      | 96    | 10º     |

Notas:
- M - Regata da Medalha
- OCS – On the Course Side of the starting line
- DSQ – Disqualified (Desclassificado)
- DNF – Did Not Finish (Não completou)
- DNS – Did Not Start (Não largou)
- BFD – Black Flag Disqualification (Desclassificado por bandeira preta)
- RAF – Retired after Finishing (Retirou-se após completar a prova)